# Isopedella terangana
Isopedella terangana là một loài nhện trong họ Sparassidae.
Loài này thuộc chi Isopedella. Isopedella terangana được Embrik Strand miêu tả năm 1911.